# Ivo Mrčić

Ivo Mrčić (Trpanj, 20. siječnja 1921. – Split, 22. travnja 2009.), hrvatski nogometaš, diplomirani pravnik, te predsjednik Splitskog nogometnog podsaveza od 1965. do 1970. godine. Bivši igrač zagrebačkog Uskoka i splitskog Hajduka s kojim je ostvario 326 nastupa, 73 gola, 20 u 112 prvenstvenih nastupa, 1 u 12 utakmica za kup, 52 u 202 prijateljske utakmice.
Na utakmici za prvenstvo Hrvatske 26. svibnja 1946. u pobjedi 4:2 u derbiju s Dinamom u Zagrebu bio je strijelac dva gola.
Mrčić je s Hajdukom osvojio naslov prvaka Narodne republike Hrvatske i dva prvenstva Jugoslavije.
Umro je u travnju 2009., pokopan je na groblju Lovrinac.
Statistika u Hajduku
| Natjecanje        | Nastupi | Zgoditci |
| ----------------- | ------- | -------- |
| Prvenstvo         | 112     | 20       |
| Kup               | 12      | 1        |
| Superkup          | 0       | 0        |
| Međunarodne       | 0       | 0        |
| Splitski podsavez | 0       | 0        |
| Ukupno            | 124     | 21       |
| Prijateljske      | 202     | 52       |
| Sveukupno         | 326     | 73       |